# Lasconotus bitomoides
Lasconotus bitomoides là một loài bọ cánh cứng trong họ Zopheridae. Loài này được Kraus miêu tả khoa học năm 1912.